# Qasr ibn Wardan
Qasr Ibn Wardan (àrab: قصر ابن وردان, Qaṣr Ibn Wardān, ‘Castell d'Ibn Wardan’) o Dayr al-Qubba (àrab: دير القبة, Dayr al-Qubba‘Monestir de la Cúpula’) és un castell militar del segle vi. Es troba a Hama, Síria, i el construí l'emperador romà d'Orient Justinià I (r. 527-565) com a part d'una línia defensiva (juntament amb Resafa i Halabiye) contra els perses sassànides. El seu estil únic, directament de Constantinoble, que no es troba en cap altre lloc en l'actual Síria, probablement fou triat per impressionar les tribus locals beduïnes i consolidar el control sobre aquestes.
No en resta res de les casernes, en l'actualitat. El palau degué ser la residència del governador local. La part que millor se'n conserva és la façana sud amb bandes de basalt negre i maó groc. Hi ha restes d'estables al nord i un conjunt de banys petits a la part oriental del palau amb un pati central.
L'església (de forma quadrada amb una nau central i dues de laterals) està dempeus just a l'oest del palau i té un disseny arquitectònic semblant, però una mica més petit. Originàriament estava cobert per una gran cúpula (de la qual només queda dempeus un penjoll).

## Galeria

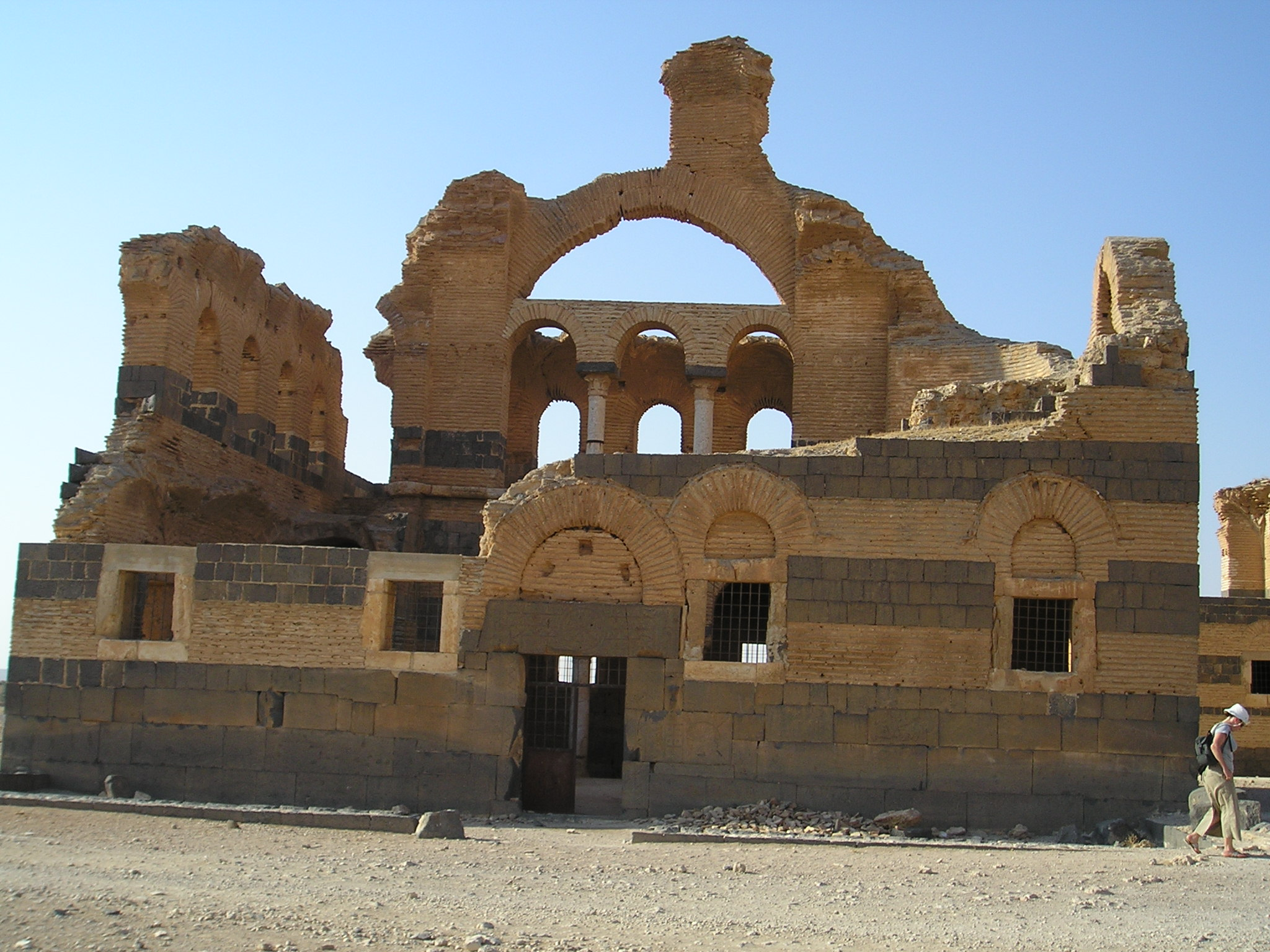
Panoràmica
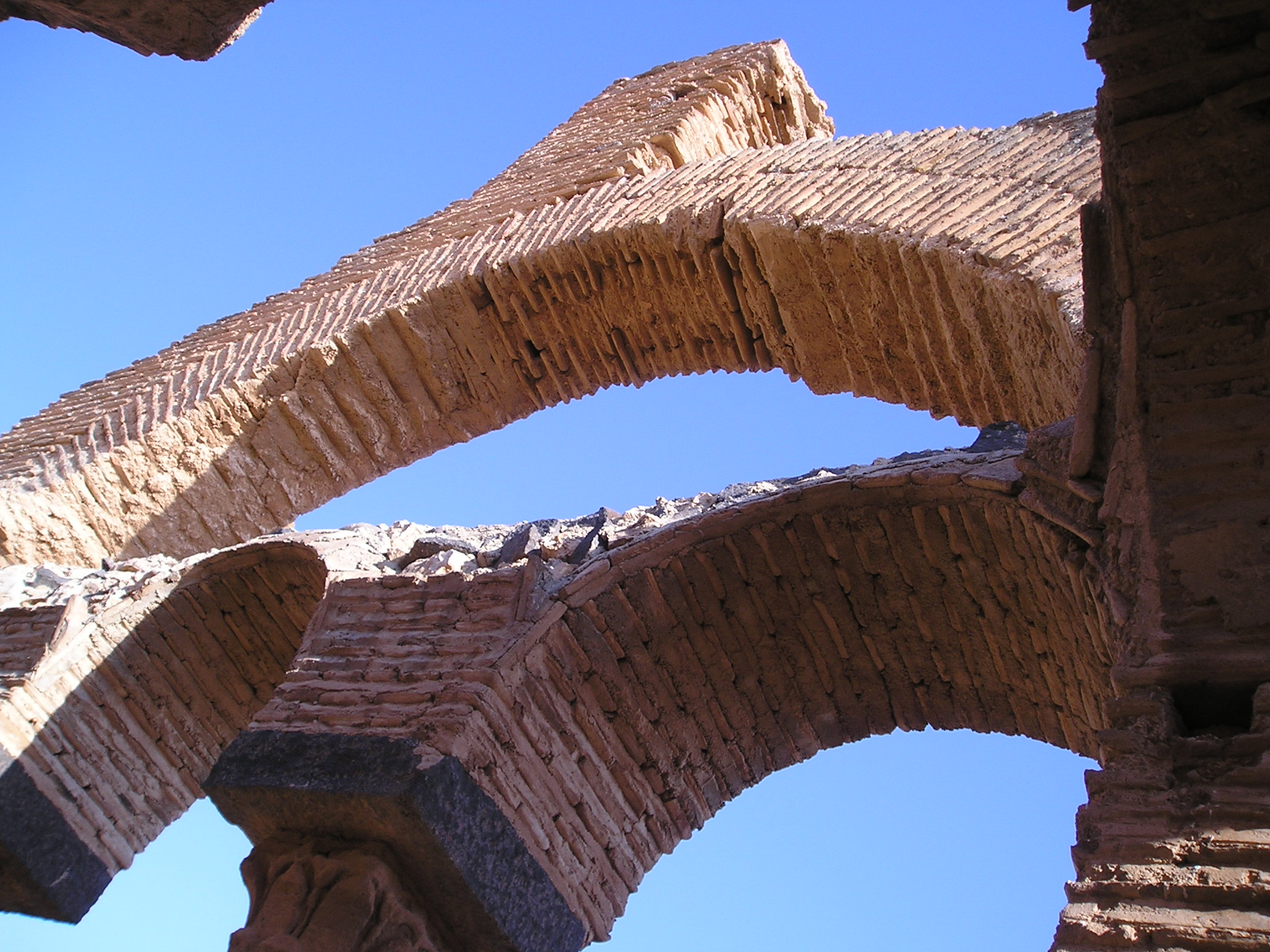
Arcs del castell
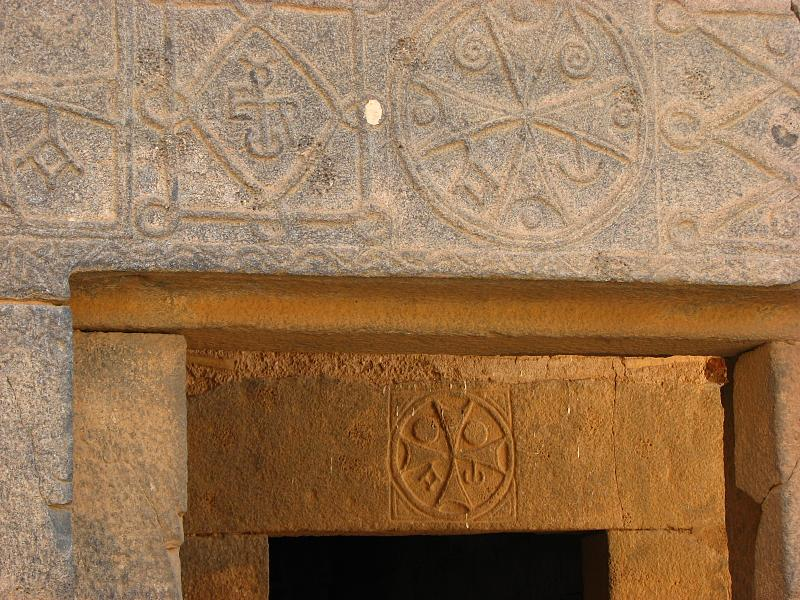
Símbols del castell